# Johan Karlsson i Nynäshamn
Sven Johan Karlsson, Karlsson i Nynäshamn, född 4 augusti 1874 Asarum, Blekinge, död 10 april 1956 Nynäshamn, var en svensk snickare och riksdagspolitiker (socialdemokrat).
Karlsson var ordförande i Nynäshamns köpings kommunalstämma 1914 och i dess kommunalfullmäktige 1919-1929. Som riksdagspolitiker var han ledamot av Sveriges riksdags andra kammare för Socialdemokraterna i Stockholms läns södra valkrets 1918-1921 och i Stockholms läns valkrets 1922-1926.